# Curt Byrum
Curt Allen Byrum (Onida, 28 dicembre 1958) è un golfista statunitense.
Professionista dal 1982 ha vinto al PGA Tour e al Nationwide Tour.
È il fratello di Tom Byrum anch'esso golfista professionista statunitense.

## Biografia
Ha vinto il  PGA Tour nel 1989 e due volte il Nationwide Tour nel 1993 e nel 1999.
Risiede a Scottsdale in Arizona ed è sposato con Cinthia "Cyndi" Simonds, sorella del produttore cinematografico Robert Bruce Simonds Jr. Assieme hanno due figli Christina e Jake.